# 3115 Baily
A 3115 Baily (ideiglenes jelöléssel 1981 PL) a Naprendszer kisbolygóövében található aszteroida. Edward L. G. Bowell fedezte fel 1981. augusztus 3-án.